# Première guerre Koryŏ-Khitan
 (signalé en mai 2025).
Si vous disposez d'ouvrages ou d'articles de référence ou si vous connaissez des sites web de qualité traitant du thème abordé ici, merci de compléter l'article en donnant les références utiles à sa vérifiabilité et en les liant à la section « Notes et références ».
- Archive Wikiwix
- Bing
- Cairn
- DuckDuckGo
- E. Universalis
- Gallica
- Google
- G. Books
- G. News
- G. Scholar
- Persée
- Qwant
- (zh) Baidu
- (ru) Yandex
- (wd) trouver des œuvres sur Wikidata

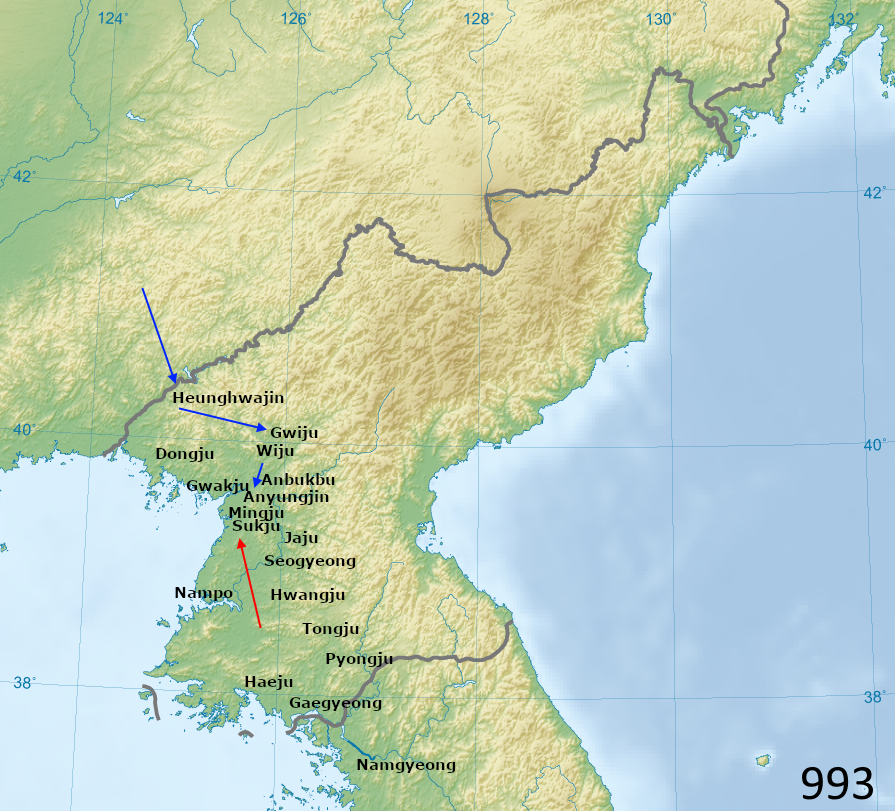
Carte de l'invasion de la Corée par les Khitans en 933.

La Première guerre Koryŏ-Khitan (hangeul : 제1차 고려-거란 전쟁 ; hanja : 第一次高麗契丹戰爭) est un conflit qui oppose de novembre à décembre 993 les forces du régime coréen du Koryŏ à une force d'invasion Khitans de la dynastie Liao.
Première des trois guerres qui opposent les forces Coréennes et Khitans à cette époque, le conflit se résout lorsque le diplomate Seo Hui négocie le versement d'un tribut au pouvoir Khitans, et la fin de la relation tributaire entre le Koryŏ et la dynastie chinoise des Song. Les forces Khitans se sont aventuré au sud jusqu'à la rivière Ch'ŏngch'ŏn sans mener de bataille majeure.